# Starý háj
Starý háj je přírodní rezervace v bratislavském katastrálním území Petržalka v okrese Bratislava V v Bratislavském kraji. Území bylo vyhlášeno v roce 2005 a jeho rozloha je 76,65 hektaru. Předmětem ochrany přirozený lužní les s výskytem chráněných druhů rostlin a živočichů.